# Seníky (Františkovy Lázně)
Seníky (deutsch Hoihäuser) ist eine Siedlung, die zur Stadt Františkovy Lázně im  Okres Cheb in Tschechien gehört. 

## Geografie
Seníky grenzt im Osten an das Nachbarviertel Žírovice (Sirmitz). Südlich, in zwei Kilometern Entfernung, eckt der kleine Ort an Horní Lomany an, das ebenfalls zu Františkovy Lázně gehört. Nach Westen hin wird Hoihaus von dichtem Wald gesäumt. Zwei Kilometer im Norden von Seníky befindet sich Starý Rybník (Altenteich), ein Ortsteil von Skalná.

## Geschichte
Dort, wo ein Weg bei dem bronzezeitlichen Urnenfeld in Sirmitz entlang führt, lagen nahe bei der Kreuzung mit der Straße Oberlohma-Altenteich einige Steinbrüche. Im Jahr 1755 heißt diese Stelle auf einer Karte "Steinbruch", 1767 wird sie "aufn Hayd-Häusl", 1847 "Haihäuser" und seit 1881 Hoierhäuser (hochdeutsch: Häuser von Hauern, also Waldarbeitern) oder Hoihaus genannt. Durch den Ort zog sich die Grenze zwischen den Gemeinden Oberlohma und Sirmitz. 18 Hausnummern gehörten zur Gemeinde Oberlohma, 10 zur Gemeinde Sirmitz. Die Bewohner waren meist Arbeiter, Handwerker und  Angestellte. Nach dem Ende des Zweiten Weltkriegs im Mai 1945 wurde der Ort Seníky genannt. Ein Teil der Häuser wurde nach 1989 nach der Öffnung der Grenze zur Oberpfalz renoviert und wird bewohnt.
Der Ort hat einen Bahnhaltepunkt auf der Bahnstrecke, die von Františkovy Lázně nach Aš und Bad Brambach in Sachsen führt. Jenseits dieser Bahnlinie befindet sich ein Badeteich ("Ko(a)rnteich") auf einer eingeebneten Fläche im Waldgebiet.